# Marina Golbahari

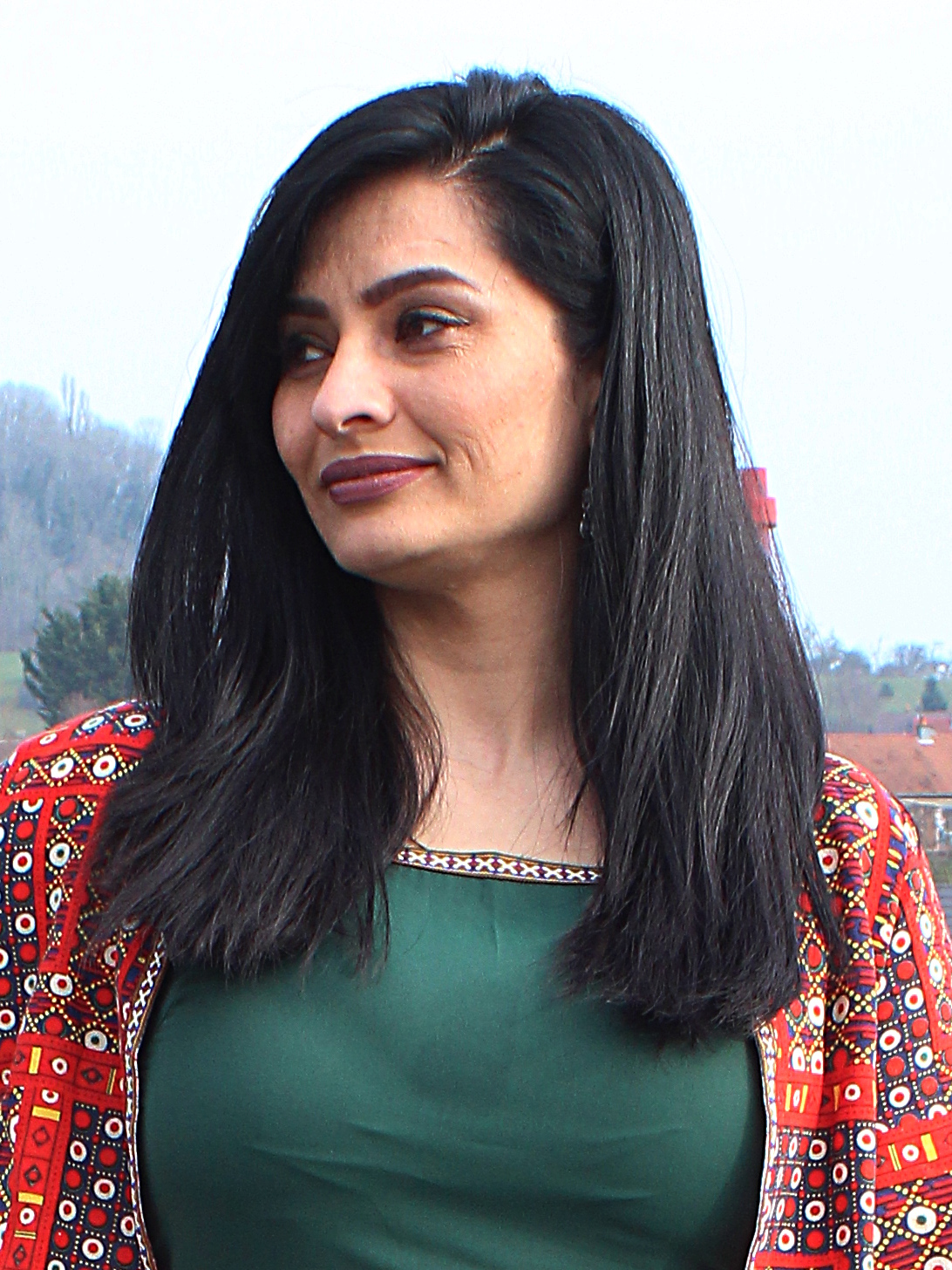
Marina Golbahari (2023)

Marina Golbahari (paschtunisch مارینه ګلبهاري, persisch مارینا گلبهاری; * 10. März 1989 in Kabul) ist eine afghanische Schauspielerin. Sie spielte die Titelfigur im Film Osama, der von Siddiq Barmak produziert wurde. Im Film spielt sie ein Mädchen, das sich während des Talibanregimes als Junge verkleiden muss. Der Film wurde nominiert für den Golden Globe in der Kategorie  bester ausländischer Film. Mit dem verdienten Geld kaufte Golbahari ihren Eltern ein Haus.
Marina Golbahari ist mit dem afghanischen Schauspieler Noorullah Azizi verheiratet. 2015 floh das Ehepaar nach Frankreich, da Golbahari in Folge eines Auftritts ohne Schleier auf dem Busan International Film Festival Morddrohungen erhalten hatte.

## Filmografie
- 2003: Osama
- 2004: Kurbani (Kurzfilm)
- 2006: Zolykha's Secret
- 2008: Opium War
- 2010: Act of Dishonour
- 2015: Mina Walking
- 2013: KhakoMarjan
- 2018: Der Wunschsohn (Bacha Posh, Kurzfilm)